# Крейг Томас
Крейг Лайл Томас (англ. Craig Lyle Thomas; нар. 17 лютого 1933, Коді, Західна Вірджинія — пом. 4 червня 2007, Бетесда, Меріленд) — американський політик з Республіканської партії. Сенатор від штату Вайомінг з 1995 по 2007 роки, до цього — член Палати представників з 1989 по 1995.
Вивчав тваринництво в Університеті Вайомінгу. Служив в Корпусі морської піхоти США з 1955 по 1959. У 1984 році був обраний до Палати представників Вайомінгу.